# 霍斯凯夫 (肯塔基州)
霍斯凯夫（英語：Horse Cave），是美国肯塔基州的一座城市。建立于1864年，面积约为7平方公里（2.7平方英里）。根据2010年美国人口普查，该市的人口为2,311人。